# Юфит, Матильда Иосифовна
Мати́льда Ио́сифовна Юфи́т (29 ноября (12 декабря) 1909, Киев — 1993) — советская писательница и переводчица. Член Союза писателей СССР (с 1938).

## Биография
Окончила Харьковский плановый институт (1931).
Главная тема её повестей и рассказов — судьба женщины в социалистическом обществе.
Образы героинь М. Юфит наделены чертами, убеждающими своей достоверностью. Женщины в произведениях М. Юфит, как правило, занимают скромное место в жизни, но писательница и в малом раскрывает широкий мир, её рассказы будят мысль, обогащают душу. Показанные в своих повседневных трудах и заботах, явных и тайных стремлениях героини М. Юфит становятся близкими читателю, заставляют его задуматься о многом и в собственной жизни.
Литературный дар М. Юфит высоко ценил Василий Гроссман.

## Семья
Муж — Павел Нилин (1908—1981), писатель.
Сыновья:
- Александр (род. 1940) — литератор,
- Михаил (род. 1945) — психолог, писатель, сценарист[2].

## Сочинения[3]

### Проза
- Крутов Ф., Ренн Ю., Юфит М. И. Стахановцы гражданской авиации. — М.: Профиздат, 1936. — 88 с. — 3800 экз.
- Юфит М. И. Восемь рассказов. — М.: Сов. писатель, 1941. — 256 с. — 10 000 экз.
- Юфит М. И. Да или нет? : Рассказы. — М.: Сов. писатель, 1966. — 415 с. — (Содерж.: Куликова. Бифштекс по-деревенски. Метод индукции. Желаю счастья. С севера на юг. Страус. Да или нет? Родня. В командировке. Полковой учитель. Бессмертие). — 75 000 экз.
- Юфит М. И. Десять тысяч шагов: Повесть, рассказы и очерк. — М.: Сов. писатель, 1977. — 303 с. — (Содерж.: Умерла Юрина мама: повесть; Рассказы: Счастливая Нюра; Десять тысяч шагов; Транзитный пассажир; Осенним днём в парке; Слова; Ничейная земля; Жизнь письмоносца; После золотой свадьбы: очерк). — 30 000 экз.
- Юфит М. И. Желаю счастья: Рассказы. — М.: Сов. писатель, 1960. — 275 с. — (Содерж.: Желаю счастья. Куликова. В командировке. Море. На своё место. День рождения. Мать трёх красноармейцев. Молодая душа). — 30 000 экз.
- Юфит М. И. Жизнь: Рассказы. — М.: Сов. писатель, 1938. — 220 с. — 10 000 экз.
- Юфит М. И. Он должен победить: Рассказы. — Ташкент: Сов. писатель, 1943. — 136 с. — (Содерж.: Он должен победить. Полковой учитель. Мать).
- Юфит М. И. Он, ты и я: Повести, рассказы. — М.: Сов. писатель, 1990. — 541 с. — (Содерж.: Повести: Банка варенья; Умерла Юрина мама; Рассказы: Куликова; Полковой учитель; Молодая душа; В командировке; Метод индукции; Бифштекс по-деревенски; Страус; Маша и др.). — 100 000 экз. — ISBN 5-265-01223-0.
- Юфит М. И. Осенним днём в парке: Повести и рассказы. — М.: Сов. писатель, 1980. — 576 с. — (Содерж.: Повести: Банка варенья; Умерла Юрина мама; Рассказы: В командировке; Куликова; Бифштекс по-деревенски; Четыре кофточки; Маша; Полковой учитель; Метод индукции; Задача из учебника арифметики и др.). — 100 000 экз.
- Юфит М. И. С севера на юг: Рассказы. — М.: Сов. писатель, 1964. — 309 с. — (Содерж.: С севера на юг. Метод индукции. Бифштекс по-деревенски. По пути в Севастополь. Страус. Серебряная свадьба. В командировке). — 30 000 экз.
- Юфит М. И. Слева, где сердце: Повести и рассказы. — М.: Сов. писатель, 1975. — 575 с. — (Содерж.: Повести: Банка варенья; Мой дядя – изобретатель; Старая тетрадь в клетку. Рассказы: Страус; Четыре кофточки; Что вы! Он давно умер!; Маша; Слева, где сердце; Куликова; Бифштекс по-деревенски; Полковой учитель; Метод индукции; Родня; В командировке; По пути в Севастополь; Молодая душа). — 100 000 экз.
- Юфит М. И. Старая тетрадь в клетку: Рассказы. — М.: Сов. писатель, 1968. — 310 с. — (Содерж.: Старая тетрадь в клетку. Троллиус. Муж и жена. Долгие семнадцать лет. А в чудеса всё-таки надо верить. Маша). — 30 000 экз.
- Мой дядя — изобретатель: Рассказы. — М., 1971.

### Переводы
- Довидайтис И. Знак опасности : Рассказы : [Для мл. шк. возраста] / Пер. с лит.: М. Юфит. — М.: Дет. лит., 1978. — 109 с. — 100 000 экз.
- Лондон Д. Гиперборейский напиток / Пер.: М. И. Юфит.